# Emesaya incisa
Emesaya incisa är en insektsart som beskrevs av Mcatee och Malloch 1925. Emesaya incisa ingår i släktet Emesaya och familjen rovskinnbaggar. Inga underarter finns listade i Catalogue of Life.